# Watasza
Watasza (mac. Ваташа) – wieś w południowej Macedonii Północnej, terytorialnie i administracyjnie należąca do gminy Kawadarci. Według stanu na 2002 rok jej liczebność wynosiła 3502 mieszkańców.

położenie wsi na mapie gminy

Według danych ze spisu powszechnego przeprowadzonego w 2002 roku, wieś Watasza zamieszkiwało 3502 osoby deklarujące następującą narodowość: 
- Macedończycy – 3224 (92,06%)
- Romowie – 238 (6,80%)
- Serbowie – 20 (0,57%)
- Turcy – 13 (0,37%)
- Arumuni – 1 (0,03%)
- Inni – 6 (0,17%)